# Neuenhaus (Overath)
Neuenhaus ist ein Ortsteil von Vilkerath in der Stadt Overath im Rheinisch-Bergischen Kreis in Nordrhein-Westfalen, Deutschland.

## Lage und Beschreibung

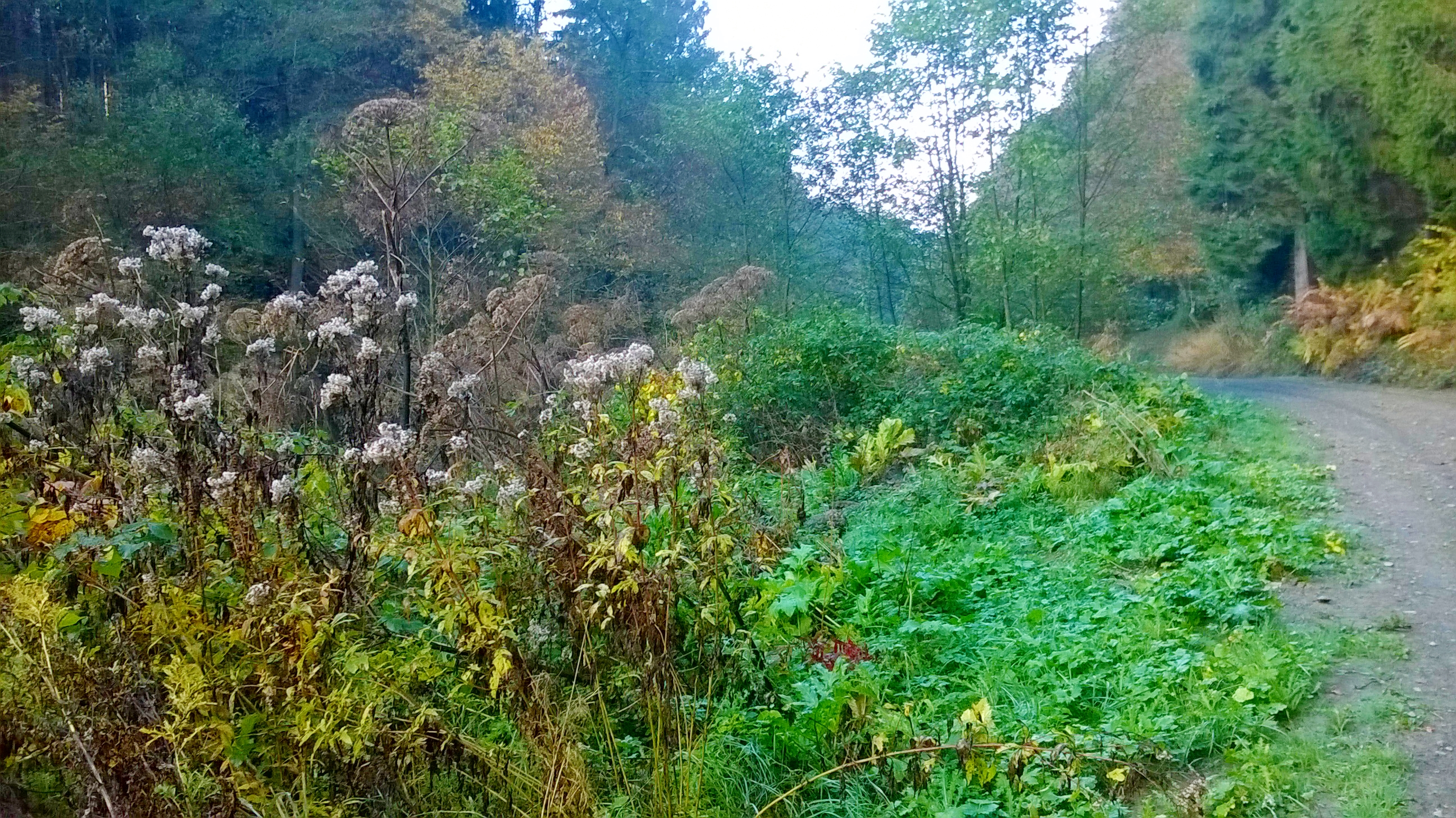
Forstweg nach Neuenhaus

Das von Wäldern und Feldern umgebene Neuenhaus ist geprägt durch Forst- und Landwirtschaft. Mit dem Auto ist die Ortschaft am besten von der Kölner Straße (K 55) und der Neuenhauser Straße nahe der Anschlussstelle Overath der Bundesautobahn 4 in Vilkerath zu erreichen. Die letzten rund 200 Meter bis zum Hofplatz sind nur über einen schmalen Forstweg erreichbar, der dem landwirtschaftlichen Verkehr vorbehalten ist. Ein Geflecht von Forstwegen zwischen Nadelwäldern, Schluchten, Felswänden, Feuchtgebieten und einer Teichanlage verbindet Neuenhaus mit den umliegenden Ortslagen von Bettenachen und Breidenassel über das Naturschutzgebiet Lombachtal bis Höhe.

## Geschichte
Die Topographia Ducatus Montani des Erich Philipp Ploennies, Blatt Amt Steinbach, belegt, dass der Wohnplatz bereits 1715 eine Hofstelle besaß, die als Neienhus beschriftet ist. Carl Friedrich von Wiebeking benennt die Hofschaft auf seiner Charte des Herzogthums Berg 1789 als Neuenhaus. Aus ihr geht hervor, dass der Ort zu dieser Zeit Teil der Honschaft Miebach im Kirchspiel Overath war.
Der Ort ist auf der Topographischen Aufnahme der Rheinlande von 1817 als Neuenhaus verzeichnet. Die Preußische Uraufnahme von 1845 zeigt den Wohnplatz ebenfalls unter dem Namen Neuenhaus. Ab der Preußischen Neuaufnahme von 1892 ist der Ort auf Messtischblättern regelmäßig als Neuenhaus verzeichnet.
1822 lebten 13 Menschen im als Pachtgut und Mühle kategorisierten Ort, der nach dem Zusammenbruch der napoleonischen Administration und deren Ablösung zur Bürgermeisterei Overath im Kreis Mülheim am Rhein gehörte. Für das Jahr 1830 werden für den als Neuenhaus bezeichneten Ort 16 Einwohner angegeben. Der 1845 laut der Uebersicht des Regierungs-Bezirks Cöln als Pachtgut kategorisierte Ort besaß zu dieser Zeit ein Wohngebäude mit sieben Einwohnern, alle katholischen Bekenntnisses. Die Gemeinde- und Gutbezirksstatistik der Rheinprovinz führt Neuenhaus 1871 mit einem Wohnhaus und zehn Einwohnern auf. Im Gemeindelexikon für die Provinz Rheinland von 1888 werden für Neuenhaus zwei Wohnhäuser mit 12 Einwohnern angegeben. 1895 besitzt der Ort zwei Wohnhäuser mit 15 Einwohnern, 1905 werden zwei Wohnhäuser und 21 Einwohner angegeben.